# NGC 2736
NGC 2736 (còn được gọi là Tinh vân Bút chì) là một phần nhỏ của Tàn dư siêu tân tinh Thuyền Phàm, nằm gần sao xung Thuyền Phàm trong chòm sao Thuyền Phàm. Bề ngoài thẳng của tinh vân này đã tạo ra tên gọi phổ biến của nó. Nó nằm cách hệ Mặt Trời khoảng 815 năm ánh sáng (250 parsec). Nó được cho là được hình thành từ một phần của sóng xung kích của tàn dư siêu tân tinh Thuyền Phàm lớn hơn. Tinh vân Bút chì đang chuyển động với vận tốc khoảng 644.000 km/h (400.000 dặm/h).

## Lịch sử

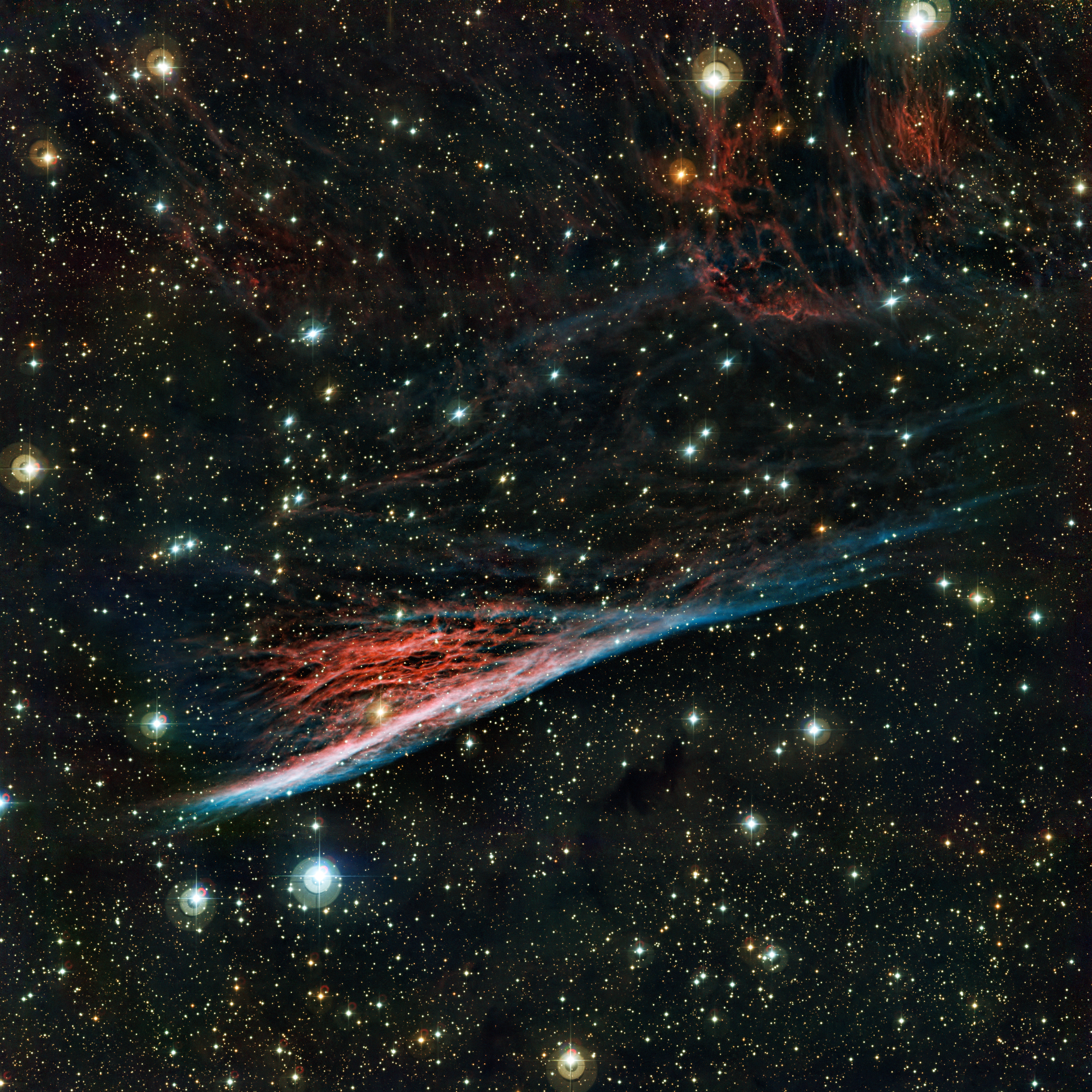
NGC 2736 là một phần nhỏ của tàn dư siêu tân tinh Thuyền Phàm sót lại sau vụ nổ siêu tân tinh diễn ra khoảng 11.000 năm trước.

Vào ngày 1 tháng 3 năm 1835, John Herschel đã phát hiện ra thiên thể này tại mũi Hảo Vọng và mô tả nó là "eeF, L, vvmE, một tia sáng hẹp cực kỳ dài nhưng độ sáng yếu quá mức, vị trí 19 ±. Dài ít nhất 20', trải dài vượt ra ngoài giới hạn của phạm vi [quan sát]... ". Điều này hoàn toàn phù hợp với danh sách ESO-Uppsala N2736 = E260-N14, một tinh vân có kích thước 30' × 7', góc vị trí 20 và ghi chú "sợi sáng". Harold Corwin bổ sung rằng trên phim ESO IIIa-F thì tinh vân này là mảng sáng nhất của tàn dư siêu tân tinh khổng lồ (Tinh vân Gum) với dải sáng mỏng của nó che phủ khắp phạm vi quan sát. Một ngôi sao tương đối sáng nhận chìm trong N2736 (được Herschel đề cập).